# 中村あき
中村 あき（なかむら あき、1990年 -）は、日本の推理作家。

## 経歴・人物
2013年夏に投稿した『ロジック・ロック・フェスティバル 〜Logic Lock Festival〜 探偵殺しのパラドックス』で、第8回星海社FICTIONS新人賞を受賞し、同年11月にデビューに到った。2021年、『チェス喫茶フィアンケットの迷局集』で第3回双葉文庫ルーキー大賞を受賞。

## 作品リスト

### 単行本
- 『ロジック・ロック・フェスティバル 〜Logic Lock Festival〜 探偵殺しのパラドックス』（星海社FICTIONS、2013年11月 ISBN 978-4-06-138881-9）
- 『トリック・トリップ・バケーション 〜Trick Trip Vacation〜 虹の館の殺人パーティー』（星海社FICTIONS、2017年11月 ISBN 978-4-06-510552-8）
- 『ラスト・ロスト・ジュブナイル 〜Last Lost Juvenile〜 交錯のパラレルワールド』（星海社FICTIONS、2017年12月 ISBN 978-4-06-510556-6）
- 『チェス喫茶フィアンケットの迷局集』（双葉文庫、2021年3月 ISBN 978-4-575-52454-3）
- 『好きです、死んでください』（双葉社、2023年9月 ISBN 978-4-575-24672-8）